# Pik Tandykul
Pik Tandykul (ryska: Pik Tandykul’, Пик Тандыкуль) är en bergstopp i Kirgizistan. Den ligger i den sydvästra delen av landet, 500 km sydväst om huvudstaden Bisjkek. Toppen på Pik Tandykul är 5 520 meter över havet, eller 779 meter över den omgivande terrängen. Bredden vid basen är 3,2 km.
Terrängen runt Pik Tandykul är huvudsakligen mycket bergig. Runt Pik Tandykul är det glesbefolkat, med 13 invånare per kvadratkilometer. Det finns inga samhällen i närheten. Trakten runt Pik Tandykul är permanent täckt av is och snö.